# Ferdinando Bologna
Ferdinando Bologna (L'Aquila, 27 settembre 1925 – Ocre, 3 aprile 2019) è stato uno storico dell'arte italiano.
Allievo di Pietro Toesca e di Roberto Longhi, del quale fu uno dei principali collaboratori, fu professore di storia dell'arte medievale e moderna presso l'Università degli Studi di Roma "Tor Vergata"; fu inoltre docente di "Metodologia e storia della critica d'arte" presso l'Università degli Studi Suor Orsola Benincasa di Napoli.

## Biografia

### Formazione
Si laureò in lettere presso l'Università "La Sapienza" nel 1947, discutendo una tesi in Storia dell'Arte Medievale con Pietro Toesca. Nel 1948 vinse la borsa di studio “Max Ascoli” presso l'Istituto Italiano di Studi Storici fondato l'anno precedente da Benedetto Croce a Napoli, dove seguì i corsi di Benedetto Croce, Federico Chabod e Giovanni Pugliese Carratelli. Nel 1951 si diplomò in "Art flamand: histoire et technique” presso il Brussel Art Seminar di Bruxelles, dove lavorò inoltre con Paul Coremans al Musée du Cinquantenaire.

### Attività professionale
Dal 1950 al 1958 fu direttore della Pinacoteca nazionale di Napoli, curandone il trasferimento presso la sede del museo nazionale di Capodimonte e il riordinamento scientifico e museografico (1953-1956).
Nel 1955 vinse il concorso per la libera docenza, aggiudicandosi il primo posto in graduatoria (Federico Zeri ottenne il secondo). Insegnò storia dell'arte medievale e moderna e dal 1958 fu professore di ruolo presso l'Accademia di belle arti di Napoli e quindi di Roma. Nel 1965 divenne professore ordinario di storia dell'arte medievale presso la facoltà di Magistero dell'Università di Messina, passando quindi nel 1967 all'Università di Napoli e nel 1984 all'Università di "Tor Vergata" a Roma.
Nell'ambito della sua carriera universitaria rivestì numerose cariche presso numerose istituzioni accademiche e culturali: direttore dell'istituto di storia dell'arte e del relativo corso di perfezionamento presso l'università di Napoli, membro del comitato tecnico per la costituzione della facoltà di lettere e filosofia presso l'Università di Siena, membro del Consiglio Nazionale per i beni culturali e ambientali, consigliere scientifico per la storia dell'arte presso l'Istituto Italiano di Studi Filosofici di Napoli, membro del consiglio scientifico dell'Istituto italiano di scienze umane di Firenze.
Nel 1950 fu tra i membri fondatori della rivista “Paragone-Arte”, diretta da Roberto Longhi, di cui sarebbe stato redattore e collaboratore fino al 1966. Diresse per la casa editrice UTET di Torino la collana “Storia dell'Arte in Italia”. Fece parte del comitato di edizione della collana Documenti dell'Abruzzo teramano. Fu membro anche dell'"Advisory Board" degli Italian Medieval and Renaissance Studies, pubblicati a cura di Vincent Moleta per “The University of Western Australia” (Leo S. Olschki, Firenze - Press Perth, University of W. Australia).
Nel 2003 fondò il periodico semestrale “Confronto. Studi e ricerche di storia dell'arte europea”.
Dal 1970 era socio ordinario della Società nazionale di scienze, lettere e arti in Napoli, e socio ordinario non residente della Accademia Pontaniana di Napoli per la classe di storia, archeologia e filologia.
Organizzò la grande mostra "Antonello da Messina"dopo MOMA-Quirinale (2005-2006) al MART di Rovereto, Trento (curando il progetto espositivo con Federico De Melis, Maria Calì, Simone Facchinetti), dove intendeva proporre "un’indagine articolata e uno sguardo originale sulla figura del grande pittore del Quattrocento e sul suo tempo, attraverso lo studio degli intrecci storico-artistici e delle controversie ancora aperte, presentati in questa sede come punti di forza attraverso i quali approfondire nuovi percorsi di interpretazione critica" (dal sito del mart.trento.it) con relativo catalogo della mostra.

### Riconoscimenti
Nel novembre 1990 l'università di Barcellona gli conferì la laurea “honoris causa”.
Nel marzo 1997 l'amministrazione comunale della città di Napoli gli conferì la cittadinanza onoraria.
Il 26 giugno 1996 ricevette dal Presidente della Repubblica l’onorificenza di Grande Ufficiale al merito della Repubblica Italiana
Il 2 giugno 1998 ricevette dal Presidente della Repubblica la Medaglia d'oro ai benemeriti della scienza e della cultura.
Nel febbraio 2008 anche l'Università di Chieti gli conferì la laurea “honoris causa”.
Nel dicembre 2011 l'Istituto Superiore di Studi Medievali "Cecco d'Ascoli" gli conferì il Premio Internazionale Ascoli Piceno (XXIII Edizione).
Nel maggio 2016, in occasione della presentazione degli studi su Saturnino Gatti all'Aquila, ricevette le Chiavi della Città dell'Aquila.

## Pubblicazioni

### Saggi e articoli
- Catalogo della 1ª Mostra di opere restaurate, L'Aquila 1948
- Gli affreschi in S. Maria Foris Portas a Castelseprio, in "La Parola del Passato", fasc. X, gennaio-aprile 1949, pp. 83–96 (reprint: Amsterdam, John Benjamins, 1971).
- Sculture lignee nella Campania , catalogo della mostra [Napoli, 1950-51], a cura di F. Bologna e R. Causa, prefazione di B. Molajoli, Napoli 1951.
- Fontainebleau e la Maniera italiana, catalogo della mostra [Napoli 1953], Firenze, 1953 (in collaborazione con Raffaello Causa).
- Mostra del ritratto storico napoletano, catalogo della mostra [Napoli 1954], Napoli 1954 (in collaborazione con Gino Doria).
- Opere d'arte nel Salernitano dal XII al XVIII secolo, catalogo della mostra [Salerno 1955], Napoli 1955.
- Ritrovamento di due tele del Correggio, in "Paragone" n. 91, luglio 1957, pp. 9–25.
- Una Madonna lombarda del Quattrocento, in "Paragone" n. 93, settembre 1957, pp. 3–10.
- Francesco Solimena, Napoli 1958.
- Roviale Spagnuolo e la pittura napoletana del Cinquecento, Napoli 1959.
- Ciò che resta di un capolavoro giovanile di Duccio. Nuovi studi sulla formazione del maestro, in "Paragone" n. 125, maggio 1960, pp. 3–30.
- La pittura italiana delle origini, Roma-Dresda, 1962 (edizioni inglese, francese e tedesca: ivi, 1963-64; ristampa dell'ediz. italiana: Roma, 1978).
- Cimabue, Milano, 1965.
- Gli affreschi di Simone Martini ad Assisi, Milano-Ginevra, 1965.
- Gli affreschi della Cappella Brancacci: Masolino, Masaccio, Filippino Lippi, Milano-Ginevra, 1965.
- Simone Martini, Milano, 1966.
- Masaccio, Milano, 1966.
- Simone Martini: Affreschi di Assisi, Fabbri-Skira, "I grandi decoratori" n. 6, Milano, 1968.
- Natura in posa. Aspetti dell'antica natura morta italiana, saggio introduttivo e catalogo della mostra [Bergamo, Galleria Lorenzelli, settembre-ottobre 1968], Milano 1968.
- Masaccio: La cappella Brancacci, Fabbri-Skira, "I grandi decoratori" n. 15, Milano, 1969.
- Novità su Giotto. Giotto al tempo della cappella Peruzzi, Torino, 1969.
- I pittori alla corte angioina di Napoli, 1266-1414, e un riesame dell'arte nell'età fridericiana, Roma, 1969.
- Dalle arti minori all'industrial design. Storia di una ideologia, Bari 1972.
- Giotto, sceneggiatura e testo per il documentario a lungometraggio realizzato con la regia di Antonio Moretti per l'Istituto L.U.C.E., Roma 1973.
- Caravaggio nella cultura e nella società del suo tempo, Accademia Nazionale dei Lincei, quaderno n. 205, Roma 1974, pp. 149–187.
- Il 'Tito Livio' n. 5690 della Bibliothèque Nationale di Parigi: miniature e ricerche proto-umanistiche fra Napoli e Avignone alle soglie del '300, Accademia Nazionale dei Lincei, quaderno n. 210, Roma, 1974, pp. 41–116.
- Il soffitto della Sala Magna allo Steri di Palermo e la cultura feudale siciliana nell'autunno del Medioevo, Flaccovio Editore, Palermo 1975 [ripubblicato in "riproduzione integrale", con nuova prefazione del Rettore dell'Università, prof. Giuseppe Silvestri, Eurografica, Palermo 2002]
- A New Work from the Youth of La Tour, in "The Burlington Magazine", luglio 1975, pp. 434–441.
- Napoli e le rotte mediterranee della pittura, da Alfonso il Magnanimo a Ferdinando il Cattolico, Napoli, 1977.
- I metodi di studio dell'arte italiana e il problema metodologico oggi, in "Storia dell'Arte italiana" Einaudi, vol. I, Torino 1979, pp. 163–282.
- Caravaggio, 1610: la "Sant'Orsola confitta dal tiranno" per Marcantonio Doria. L'identificazione del dipinto (e i rapporti artistici fra Genova e Napoli nei primi decenni del Seicento), in "Prospettiva" n. 23, ottobre 1980, pp. 30–44.
- Gaspare Traversi nell'Illuminismo europeo, Napoli, 1980.
- Solimena, Francesco, in "Enciclopedia Europea" Garzanti, vol. X, Milano 1980, pp. 713–714.
- La coscienza storica dell'arte d'Italia, introduzione alla "Storia dell'Arte in Italia" UTET, vol. I, Torino, 1982 (ediz. economica, UTET-Libreria, ivi, 1983; ristampa dell'edizione principale: Garzanti, Milano 1993).
- Santa Maria di Ronzanum in La Valle Siciliana, Roma 1983
- The Crowning Disk of a Duecento "Crucifixion" and other Points Relevant to Duccio's Relationship to Cimabue, in "The Burlington Magazine", giugno 1983, pp. 330–340.
- Ancora di Gaspare Traversi nell'Illuminismo e gli scambi artistici fra Napoli e la Spagna alla ripresa "naturalistica" del XVIII secolo, in "I Borbone di Napoli e i Borbone di Spagna", atti del convegno [Napoli, 1980], Napoli, 1985, vol. II, pp. 273–386.
- Cifani, Milano 1986.
- La "Madonna" di Cese e il problema degli esordi di Andrea Delitio, in "Architettura e arte nella Marsica: II, Arte", L'Aquila-Roma 1987, pp. 1–28.
- Alla ricerca del vero "San Francesco in estasi di Michel Agnolo da Caravaggio" per il cardinale Francesco Del Monte, in "Artibus et
historiae", Wien-Firenze 1987, n. 16 -VIII-, pp. 159–177.
- Simone Martini: conclusioni (e proposte), in "Atti del convegno internazionale di Siena su 'Simone Martini' [Siena, 1985]", Firenze 1988, pp. 239–252.
- "Caesaris imperio regni custodia fio": la Porta di Capua e la "interpretatio imperialis" del classicismo, in "Nel segno di Federico II. Unità politica e pluralità culturale del Mezzogiorno", atti del convegno internazionale, [Fondazione "Napoli 99", Napoli, settembre-ottobre 1988], Bibliopolis -Edizioni di Filosofia e Scienze- 1989, pp. 159–189 (ripubblicato, con aggiunte, in "Fridericiana", Rivista dell'Università degli Studi di Napoli "Federico II", 1990-91, e nella seconda parte del saggio "Momenti della cultura figurativa nella Campania medievale", 1992: vedi sotto).
- The rediscovering of Herculaneum and Pompeii in the artistic culture of Europe in the Eighteenth Century, in "Rediscovering Pompeii", catalogo della mostra [New York, 1990], "L'Erma" di Bretschneider, Roma 1990, pp. 78–91.
- Teofilo Patini, catalogo della mostra a cura di F. B. [L'Aquila, 1990-91] Teramo 1990 (testi dell'a.: Introduzione, pp. 9–14; Teofilo Patini e la rifondazione della pittura veristica. Dal processo al Risorgimento alla presa di coscienza della realtà nell'Italia "dall'Aquila a Lagonegro", pp. 25–115; Regesto della vita e dell'opera di T. P., pp. 195–203; schede nn. 60 (pp. 312–13), 141 (pp. 338–39), 180 (p. 344), 183 (p. 345), 194 (pp. 348–49), 203 (p. 351), 204 (p. 351); Bibliografia, pp. 505–514).
- Battistello Caracciolo e il primo Naturalismo a Napoli, catalogo della mostra [Napoli, 1991-92], a cura di F. B. (testi dell'a.: saggio introduttivo: Battistello e gli altri. Il primo tempo della pittura caravaggesca a Napoli,  pp. 15–180;  e schede:  sez. 1, n. 33; sez. 2, nn. 1, 3, 17, 20, 48-55, 57, 80, 84, 85, 88, 90-96, 112, 113, 119, 120), Napoli, 1991.
- L'incredulità del Caravaggio e l'esperienza delle "cose naturali", Torino, Bollati Boringhieri, 1992 (ristampato ivi, 1993).
- Momenti della cultura figurativa nella Campania medievale. 1. Architettura, mosaici e pitture, dai tempi di Paolino da Nola a Cimitile, all'età di Arechi II e di Paolo Diacono a Benevento. 2. "Cesaris imperio regni custodia fio": la Porta di Capua e la "interpretatio imperialis" del classicismo. 3. La pittura e la miniatura alla Corte napoletana degli Angiò, in "Storia e civiltà della Campania, vol. II, Il Medioevo", a cura di G. Pugliese Carratelli,
Napoli 1992, pp. 171–275.
- Solimena und seine Zeitgenossen unter den österreichischen Vizekönigen, in "Barock in Neapel: Kunst zur Zeit der österreichischen Vizekönige" [eine Ausstellung des Kunsthistorischen Museums Wien und der Soprintendenza per i Beni Artistici e Storici Neapel, 10 Dezember 1993 bis 20 Februar 1994, Kunstforum der Bank Austria, Wien], Napoli 1993, pp. 57–75. Ivi, schede del catalogo nn.: 31/32, pp. 194–197; 34, p. 200; 35 a-c, p. 202; 45, pp. 224–27; 46, p. 228; 47, p. 230.
- Solimena e gli altri, durante il viceregno austriaco, in "Settecento Napoletano. Sulle ali dell'aquila imperiale 1707-1734", edizione italiana del catalogo della mostra "Barock in Neapel: Kunst zur Zeit der österreichischen Vizekönige" (Vienna, dicembre 1993 - febbraio 1994; Napoli, marzo - luglio 1994), Napoli 1994, pp. 57 – 75. Ivi, schede del catalogo nn.: 31/32, pp. 194–197; 34, p. 200; 35 a-c, p. 202; 45, pp. 224–27; 46, p. 228; 47, p. 230.
- Alle origini della pittura ligure del Trecento: il Maestro di Santa Maria di Castello e Opizzino da Camogli, in "Hommage à Michel Laclotte. Études sur la peinture du Moyen Âge et de la Renaisance", Milano-Parigi 1994, pp. 15–29.
- Un passo del "Libro de Architectura" di Antonio Filarete e l'Arco trionfale di Alfonso d'Aragona a Napoli, in "Rivista dell'Istituto Nazionale d'Archeologia e Storia dell'Arte", III serie -anno XVII, 1994, Roma 1995, pp. 190–221 (testo della comunicazione letta al
Convegno "Naples: the lost Renaissance", New York, novembre 1991, rielaborato per un seminario tenuto all'Istituto italiano di Studi Filosofici di Napoli nel febbraio 1992, e ora ulteriormente messo a punto).
- “La pubblica Fontana detta  la Riviera”: in "La Fontana della Rivera", a cura della Società "Italtel" e della Società "Maecenas" in occasione del restauro della Fontana delle Novantanove Cannelle dell'Aquila, Edizioni Fotogramma, Roma 1995, pp. 23– 149.
- DIVI IVLI CAESARIS: un nuovo busto federiciano e gli interessi dei circoli umanistici del Regno per Federico II, in "Dialoghi di Storia dell'Arte" n. 2, maggio 1996, pp. 4–31.
- La Fontana della Rivera all'Aquila, detta delle "Novantanove cannelle", "Il Cicerone" n. 1, Edizioni Textus, L'Aquila 1997
- Pio Iorio, scultore e pittore (1906-1992), Edizioni Textus, L'Aquila, 1998
- Le miniature dell'Evangelario di Godescalco e l'apporto beneventano alla formazione dell'arte carolingia, in "Arte d'Occidente. Temi e metodi. Studi in onore di Angiola Maria Romanini", Edizioni Sintesi Informazione, Roma 1999, pp. 601–606.
- Tanzio a Roma, sugli Altopiani Maggiori d'Abruzzo e a Napoli, in F. Bologna, F. Battistella, E. Sonnino, "Tanzio da Varallo in Abruzzo: le tele di Colledimezzo, Fara San Martino, Pescocostanzo", a cura dell'Associazione Culturale Altipiani Maggiori d'Abruzzo, Sambuceto (Chieti) 2000, pp. 6–19.
- La "Cona" degli Ordini francescani di Colantonio nella chiesa di San Lorenzo Maggiore a Napoli, in "Quaderni di Capodimonte. Il Polittico di Colantonio a San Lorenzo", a cura di F. Bologna, Electa Napoli, Napoli ottobre 2001, pp. 9–33.
- Il Maestro di San Silvestro all'Aquila, testo di F. B., fotografie di Mimmo Jodice, Tercas - Cassa di Risparmio della Provincia di Teramo, s.p.a., Calendario per il 2002, Teramo novembre 2001.
- Il soffitto della Sala Magna allo Steri di Palermo e la cultura feudale siciliana nell'autunno del Medioevo, "riproduzione integrale" del volume con lo stesso titolo edito da Flaccovio Editore, Palermo 1975 [vedi sopra], con nuova prefazione del Rettore dell'Università, prof. Giuseppe Silvestri, Eurografica, Palermo 2002.
- "Tutta l'opera del Caravaggio", breve introduzione a una "mostra impossibile", premessa alla mostra "L'opera d'arte nell'epoca della sua riproducibilità digitale. Tutta l'opera del Caravaggio, una mostra impossibile", RAI - Regione Campania, Napoli 2003, in pagine non numerate.
- Editoriale, introduttivo a "Confronto. Studi e ricerche di Storia dell'Arte europea", rivista diretta da Ferdinando Bologna, n. 1, (ristampa dal n. 0, con premessa di aggiornamento), Paparo Edizioni, Napoli luglio 2003, pp. 4 – 13
- Caravaggio, l'ultimo tempo (1606 - 1610), in "Caravaggio, l'ultimo tempo 1606 - 1610", catalogo della mostra, Napoli, 24 ottobre 2004 - gennaio 2005, Electa Napoli 2004, pp. 16–47. Le opere di misericordia, ivi, p.107.' Flagellazione, ivi, p. 112. Erodiade/Salomè, ivi, p. 158. Sant'Orsola confitta dal Tiranno, ivi, pp. 144–147. Giuditta e Oloferne (copia della seconda versione), ivi, pp. 166-167.
- Duccio e Assisi, Duccio ad Assisi. Gli esordi di Duccio di Buoninsegna a proposito della mostra di Siena, in “Confronto” n. 3-4, 2004, pp. 33–99.
- Io e Caravaggio, conversazione con Ferdinando Bologna: La fedeltà di Bologna, a cura di F. De Melis, in "Alias", supplemento settimanale de "Il Manifesto", anno 8, n. 2 (336), sabato 15 gennaio 2005, pp. 1–6.
- Tiziano, il Caravaggio e Van Dyck: il "Cristo alla colonna" della collezione di Marcantonio Doria a Genova', in "Confronto" n. 6-7, 2005-2006, p. 69-75.
- L'incredulità del Caravaggio e l'esperienza delle "cose naturali". Nuova edizione accresciuta, Torino, Bollati Boringhieri, 2006.
- Avori medievali da Amalfi a Salerno, senza enigmi, e schede catalografiche nn. 1–11, 63-79, Amalfi secc. XI-XII e Avori di scuola salernitana conservati fuori di Salerno (nn. 1-11 e 63-78), in "L'enigma degli Avori Medievali da Amalfi a Salerno", catalogo della
mostra, Salerno dicembre 2007 - aprile 2008, a cura di Ferdinando Bologna, Paparo Edizioni, Napoli 2008, pp. 20–97, 241-261 e 418-453.
- Antonello da Messina. Catalogo della mostra, Mart Rovereto 2013-2014. Electa, 2013. A cura di Ferdinando Bologna e Federico De Melis
- Saturnino Gatti. Pittore e scultore nel Rinascimento aquilano. L'Aquila, Textus edizioni, 2015